# Sankt Margarethen im Burgenland
Sankt Margarethen im Burgenland (ungerska: Szentmargitbánya, kroatiska: Sveta Margareta) är en köpingskommun i det österrikiska förbundslandet Burgenland. Kommunen ligger cirka 10 km sydost om Burgenlands huvudstad Eisenstadt. Sankt Margarethen har anor tillbaka i medeltiden och tillhörde Ungern fram till 1921.
I Sankt Margarethen finns barocka bostadshus från tiden efter den stora branden 1745. Kyrkan är sengotisk och benhuset härstammar från början av 1300-talet.
Nära Sankt Margarethen ligger ett välkänt stenbrott som redan brukades under romartiden (Römersteinbruch). Stenbrottet har en yta på 15 hektar. Kalksandstenen från stenbrottet användes under romartiden för att bygga Carnuntum och Vindobona. Under medeltiden byggdes bland annat Stefansdomen i Wien med sten från Sankt Margarethen.
Stenbrottet är idag turistmål och kan besökas. Den nerlagda delen av stenbrottet erbjuder idag även tre kulturella sevärdheter.
- en friluftatelier för skulptörer från hela världen som varje sommar förverkligar sina idéer genom att ofta skapa monumentala skulpturer
- operafestivalen St. Margarethen
- passionsspel där ca 500 amatörskådespelare från orten gestaltar Jesu lidande. Passionsspelen äger rum vart femte år